# Kaitō Joker
Kaitō Joker (Nhật: 怪盗ジョーカー (Quái đạo Joker) Hepburn: Kaitō Jōkā) là một bộ truyện tranh manga được viết và minh họa bởi Hideyasu Takahashi. Bộ phim được công bố ban đầu dưới dạng truyện ngắn, sau đó bắt đầu xuất bản nối tiếp trên tạp chí truyện tranh Bessatsu Corocoro Comic Special, Corocoro Comic và Corocoro Dragon của Shogakukan. Đây là một bộ phim hoạt hình chuyển thể được sản xuất bởi Asatsu DK và hoạt hình của Shin-Ei Animation đã được phát sóng tại Nhật Bản kể từ ngày 6 tháng 10 năm 2014. Loạt phim kể về cuộc phiêu lưu của một tên trộm tên là Joker, người đi vòng quanh thế giới đánh cắp kho báu cùng với người học việc Hachi, đồng thời tránh bẫy do cảnh sát đặt ra.

## Nhân vật
Joker (ジョーカー Jōkā) / Jack Jones (ジャック・ジョーンズ Jakku Jōnzu)
Lồng tiếng bởi: Ayumu Murase

Một tên siêu trộm làm phép màu, hắn thích trộm kho báu có giá trị cao. Khi không đánh cắp kho báu, anh dành thời gian rảnh rỗi để lăn lộn, xem TV, đọc truyện tranh và chơi trò chơi điện tử. Anh ta ghét giặt giũ, dọn dẹp, và mèo. Anh ấy cũng thích ăn món cà ri. Trước khi trở thành một tên trộm, cậu sống trong một căn biệt thự với cha mẹ cho đến khi họ chết trong một vụ tai nạn máy bay (bị bắn hạ bởi Clover), và được biết đến với cái tên Jack Jones.  Còn được gọi là "người tạo ra phép màu", "kẻ trộm ma thuật" hay "cậu bé phép thuật" vì những phép màu kỳ diệu và bộ não siêu thông minh của anh ta.  Mặc quần áo như một cô gái trước đây, đó là một thành công, bởi vì anh ta đủ xinh đẹp để khiến ba người đàn ông yêu nhau (nhưng tất cả họ đều phát hiện ra rằng anh ta là nam kể từ khi Joker nói với họ), và anh ta cũng giỏi trang điểm, thứ mà anh ta luôn sử dụng khi phải ngụy trang vết sẹo của mình mà không ai biết nó ở đó.
Hachi (ハチ)
Lồng tiếng bởi: Yumiko Kobayashi
Tập sự ninja của Joker. Cậu ấy hạnh phúc-đi-may mắn và vụng về. Cậu sinh ra và lớn lên trong một ngôi làng ninja, mặc dù cậu là một người hậu đậu và vụng về. Anh ta rất thích Joker và bảo vệ hắn. Cậu ta đề cập đến bản thân là Oira (オイラ) và có xu hướng kết thúc câu với ssu (～っス), một biến thể ngắn gọn của  Desu (です). Cậu ấy rất giỏi việc nhà và nấu ăn.
Phoenix (フェニックス Feniksu)
Lồng tiếng bởi: Yoshitsugu Matsuoka
Một cậu bé bí ẩn xuất hiện trước mặt Joker.
Cậu có thể tự do điều khiển ngọn lửa và bay trong không trung với đôi cánh lớn trên lưng.
Cậu thường tấn công Joker và nhắm vào sinh vật bí ẩn Hosshie, nhưng mục đích không rõ.

Hosshie (ホッシー Hoshii)
Lồng tiếng bởi: Atsumi Tanezaki
Một sinh vật bí ẩn được gọi là Thần Nile. Nó dường như nắm giữ chìa khóa để giải quyết bí ẩn của những kho báu liên quan đến tàn tích cổ đại.
Cậu thường ăn những báu vật mà Joker trộm được. Khi cậu ăn bảo vật của Joker thì Joker gọi là nó là "đồ mèo giả đáng  ghét" và sợ hãi. Cậu có nguy cơ ăn những báu vật mà Joker đã thu thập! ?
Spade (スペード Supēdo) / King (キング Kingu)
Lồng tiếng bởi: Hiro Shimono, Mizuki Watanabe (hồi nhỏ)
Đối thủ của Joker. Anh ta là một tên siêu trộm thông minh lên kế hoạch thu thập và nghiên cứu thông tin trước khi diễn. Anh ta có vẻ hơi kiêu ngạo và kiêu ngạo theo cách khác từ Joker. Khi anh ta quá phấn chấn (hành động quá nhiều), anh ta thường bị sốt.
Diamond Queen (ダイヤモンド・クイーン Daiyamondo· Kuīn)
Lồng tiếng bởi: Miyuki Sawashiro
Cháu gái của Silver Heart. Cô ta là một tên trộm luyện tập cùng Joker và Spade. Cô ấy tràn đầy năng lượng, vui vẻ và thường gặp rắc rối. Cô là một người vui vẻ, hoạt bát, không quan tâm đến những điều tươi sáng và chi tiết. Bởi vì ý thức mạnh mẽ của công lý, nó có thể là một phiền toái. Cô không giỏi nấu ăn, nhưng cô giỏi sử dụng dao. Cô mơ ước được chiêm ngưỡng trái tim bạc và thu thập kho báu từ khắp nơi trên thế giới và phiêu lưu.  Khi cô còn bé, cô được biết đến là Nữ hoàng Emerald (クイーン・エメラルド kuīn· emerarudo) và cha mẹ nó bị giết bởi bộ trưởng (Giáo sư Clover trong phim). Cảm thấy tiếc cho cô ấy, Silver Heart quyết định nuôi nấng cô ấy và thay đổi tên cô ấy thành Diamond Queen.
Silver Heart (シルバーハート Shirubā Hāto)
Lồng tiếng bởi: Bin Shimada
Giáo viên của Joker, Spade, và Diamond Queen. Hắn là một tên trộm huyền thoại, kẻ đã được gọi là ảo thuật gia bạc. Anh ta là thiên tài, nhưng có một tính cách sơ sài và ghét bất cứ thứ gì. Đôi khi, ông ấy bị đau lưng. Thật ra, ông ta nghĩ về Joker và những người khác là con ruột của ông và cháu chắt của ông và quan tâm đến họ, nhưng ông không thừa nhận điều đó vì ông xấu hổ. Trước khi hắn trở thành kẻ trộm, hắn là đặc vụ. Trong phim hoạt hình, ông đôi khi phá vỡ bức tường thứ tư để giải thích một số sự kiện quan trọng trong tập, chẳng hạn như thủ thuật Joker thực hiện.
Dark Eye (ダーク・アイ Dāku· Ai) / Ai (アイ Ai)
Lồng tiếng bởi: Kenichi Ono, Yumi Hara (Ai)
Trợ lý của Spade.  Giống như Hachi, anh ấy rất giỏi trong việc nhà và nấu ăn.  Anh ấy rất đáng tin cậy khi hỗ trợ các hành động của Spade.  Dark Eye thực sự là chị cả của "Chị em nhà Shuffle", một nhóm nhạc thần tượng.
Roko (ロコ)
Lồng tiếng bởi: Misaki Kuno
Một con chó luôn luôn ở bên cạnh Diamond Queen. Roko là một phần của thí nghiệm để tạo ra các động vật biến đổi gen, dẫn đến khả năng nói và phát ra sóng âm tàn phá. Mặc dù Roko luôn ở với Queen, cậu được Joker đặt tên, và từ đó hai người là những người bạn tốt. Tên của Roko được lấy từ tiếng ngô trong tiếng Nhật là tomorokoshi (トウモロコシ). Số thí nghiệm của cậu là 101.

Dogusaburō Oniyama (鬼山毒三郎 Oniyama Dogusaburō)
Lồng tiếng bởi: Naoki Tatsuta
Người đứng đầu bộ phận chống siêu trộm thủ đô Tokyo. Hắn khinh bỉ Joker và cố gắng hết sức để bắt hắn, tuy nhiên, cố gắng của ông hầu như luôn phản tác dụng hắn. Mặc dù thường được chơi trong truyện tranh, ông cũng có những khoảnh khắc nghiêm trọng. Oniyama làm việc nghiêm túc, và sự cống hiến và đạo đức mạnh mẽ của hắn đã khiến cho hắn được tôn trọng. Họ của hắn là một chữ chơi chữ trên yōkai Onicủa Nhật Bản. Ông có một đứa con gái duy nhất tên là Haruka Oniyama.
Ginko Kurosaki (黒崎ギンコ Kurosaki Ginko)
Lồng tiếng bởi: Yuko Hara
Một sĩ quan cảnh sát hỗ trợ Oniyama.
Momo Shirai (白井モモ Shirai Momo)
Lồng tiếng bởi: Haruna Sakurai
Một sĩ quan cảnh sát trẻ cũng hỗ trợ Oniyama.
Professor Clover (プロフェッサー・C(クローバー) Purofessā· Kurōbā)
Lồng tiếng bởi: Jūrōta Kosugi
Thủ lĩnh của băng đảng. Hắn thường nghĩ đến những hành vi xấu xa và là người chịu trách nhiệm cho vụ giết  cha mẹ của Joker và Queen.
Lady Doubt (レディー・ダウト Redī· Dauto)
Trợ lý mèo biến hình của giáo sư Clover.
Shadow Joker (S（シャドウ）・ジョーカー Shadō· Jōkā) / Cyan (シアン Shian)
Lồng tiếng bởi: Sōma Saitō
Một tên trộm là đối thủ và trông giống Joker. Ông ta làm việc cho giáo sư Clover và Lady Doubt.
Mister Kaneari (ミスター金有 Misutā Kaneari)
Lồng tiếng bởi: Nobuo Tobita
Đại diện của Gold Group. Hắn rất giàu có và sử dụng hầu hết tiền của hắn để thiết lập bẫy để đánh bại kẻ trộm đến cướp kho báu của hắn. Anh ta có một con gấu bông nhồi mũi như một cái công tắc và một thiết bị nổ và thường là khi Joker ăn cắp kho báu mà hắn vô tình đấm vào mặt.
Kaneko (カネ子)
Lồng tiếng bởi: Aki Kanada
Một ký tự chỉ hoạt hình. Một trợ lý 20 tuổi giúp ông Kaneari. Trong mùa 3, cô ấy đã tiết lộ có thể biến thành một người lính biệt kích thực sự của cô ấy, một chiến binh cơ bắp khổng lồ đã đạt đến tiềm năng của những đức tính nữ tính của cô ấy.
Rose (ローズ)
Lồng tiếng bởi: Akane Uchino
Em gái của Shadow Joker / Cyan. Cô ấy thực sự là một phù thủy với khả năng thao túng thời gian.
DJ Peacock (DJ・ピーコック DJ· Pīkokku)
Lồng tiếng bởi: Masahito Yabe
Một phát thanh viên hiếu động, người cung cấp các tin tức hàng ngày tại Underworld Net News (裏 社会 ネ ッ Urashakai Netto Nyūsu).

## Truyền thông

### Manga
Được viết và minh họa bởi Hideyasu Takahashi, Siêu trộm Joker bắt đầu theo thể loại one-shot. Sau đó, Siêu trộm Joker đã được đăng theo kỳ trong tạp chí Bessatsu Corocoro Comic Special của Shogakukan, sau đó chuyển sang Corocoro Comic. Các chương này được tập hợp thành 26 tập tankōbon, được phát hành dưới tác phẩm của Shogakukan's Tentōmushi Corocoro Comics tại Nhật Bản, từ ngày 28 tháng 3 năm 2008 đến ngày 15 tháng 9 năm 2017.

### Anime
Bài chi tiết: Danh sách các tập phim của Siêu trộm Joker
Một bộ phim hoạt hình chuyển thể được sản xuất bởi Asatsu DK, hoạt hình bởi Shin-Ei Animation, do Dai Satō viết kịch bản và do Yukiyo Teramoto đạo diễn phát sóng tại Nhật Bản trên Tokyo MX từ ngày 6 tháng 10 năm 2014 đến ngày 5 tháng 1 năm 2015. Bộ phim cũng đã được phát sóng trên Kids Station  kể từ ngày 16 tháng 10 năm 2014. Bộ phim đã được Crunchyroll mô phỏng dưới tựa đề Joker.  Chủ đề mở đầu của sê-ri là "Cậu bé thần kỳ Kaitou"  (怪盗ミラクル少年ボーイ Phantom Thief Miracle Young Boy).  Âm nhạc trong sê-ri được sáng tác bởi Yūsaku Tsuchiya.  Tạp chí Bessatsu Corocoro Comic số tháng 2 năm 2015 đã thông báo rằng bộ truyện đã được bật đèn xanh cho mùa thứ hai, sẽ ra mắt vào tháng 4 năm 2015.  Phiên bản thứ hai năm 2015 của CoroCoro thông báo rằng phần thứ hai sẽ ra mắt vào ngày 6 tháng 4 năm 2015.  Phần 3 sẽ ra mắt vào tháng 4 năm 2016.  Một mùa truyền hình thứ 4 sẽ phát sóng vào tháng 10 năm 2016. Bản lồng tiếng Anh chính thức của bộ phim được công chiếu trên  Disney XD Asia vào ngày 6 tháng 8 năm 2016.

### Trò chơi điện tử
Một trò chơi video của Nintendo 3DS dựa trên sê-ri phim mang tên Kaitō Joker: Toki o Koeru Kaitō to Ushinawareta Hōseki (怪盗ジョーカー 時を超える怪盗と失われた宝石 Mysterious Joker: The Phantom Thief Who Crosses Time & the Lost Gem) và phát hành vào ngày 25 tháng 6 năm 2015 tại Nhật Bản.

## Giải thưởng
Bộ truyện đã được trao giải thưởng Shogakukan Manga lần thứ 58 trong hạng mục thiếu nhi.